# Otto Dienel

Otto Dienel (1883)

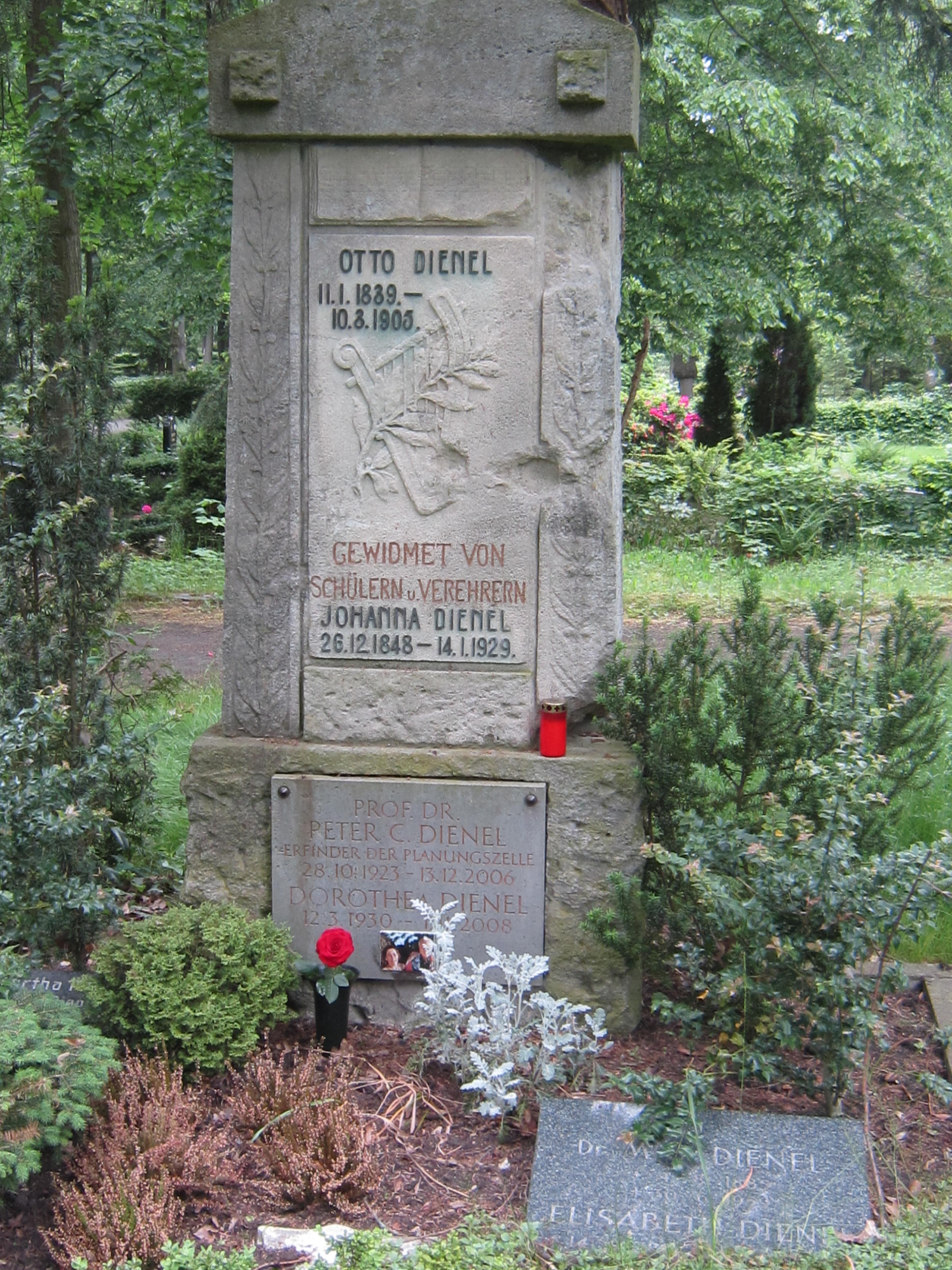
Grabmal Otto und Johanna Dienel (Friedhof Steglitz)

Otto Dienel (* 11. Januar 1839 in Tiefenfurt im Landkreis Bunzlau, Niederschlesien; † 10. März 1905 in Steglitz) war ein deutscher Organist und Komponist.

## Leben
Der Sohn des Kantors und Organisten Karl Wilhelm Dienel erhielt von seinem Vater schon früh Orgelunterricht und vertrat ihn bereits mit 10 Jahren beim Gottesdienst. Otto Dienel absolvierte sein Abitur am Görlitzer Gymnasium und begann dann zunächst eine Ausbildung am Lehrerseminar in Bunzlau. Nach mehreren Jahren als Hilfslehrer in Olszanica (Alzenau) hatte er genügend Geld gespart, um sich sein ersehntes Musikstudium zu finanzieren. Von 1863 bis 1867 war Dienel dann zunächst am königlichen Institut für Kirchenmusik und ab 1864 zugleich an der Berliner Akademie der Künste eingeschrieben. Er belegte die Fächer Orgelspiel, Violine, Gesang und Chorleitung sowie Komposition bei August Wilhelm Bach, Eduard Grell und Wilhelm Taubert. Neben dem Studium verdiente sich Dienel ein kleines Taschengeld als Gesangs- und Orgellehrer und trat seine erste offizielle Organistenstelle bereits 1865 an der St. Bartholomäuskirche in Berlin-Friedrichshain an und wechselte später an die Heilig-Kreuz-Kirche in Berlin-Kreuzberg.
Nachdem Dienel 1869 mit der Silbermedaille der königlichen Akademie der Künste geehrt worden war, erhielt er noch im gleichen Jahr als Nachfolger seines Lehrers August Wilhelm Bach die Organistenstelle an der Marienkirche in Berlin-Mitte. Diese Stelle behielt er bis zu seinem Tode und wurde dort 1881 zum Musikdirektor ernannt. An der Marienkirche führte Dienel die regelmäßigen öffentlichen und kostenlosen Orgelkonzerte, unterstützt von Sängern und Instrumentalisten, ein, die einen derartigen Zuspruch fanden, dass die Kirche oftmals wegen Überfüllung gesperrt werden musste. Diese Konzerte wurden ausschließlich über Spenden und durch den Verkauf von Programmheften finanziert. Nachdem in späteren Jahren die Spendenfreude nachließ und es auch zu Missstimmungen mit anderen Organisten gekommen war, wurde ab 1901 seitens des Gemeindekirchenrats versucht, Dienel unter dem Vorwand, seine eigentliche Aufgaben als Musikdirektor würden darunter leiden, die Konzerte auszureden.
Darüber hinaus wirkte Otto Dienel von 1877 bis 1898 als Musiklehrer am Berliner Seminar für Stadtschullehrer und gab regelmäßig Einzelunterricht. Zu seinen bekanntesten Schülern zählte unter anderem der spätere Thomaskantor Karl Straube. Außerdem engagierte er sich im Berliner Organistenverein, wo er zunächst Schriftführer und von 1895 bis 1902 Vorsitzender war. Dienel setzte sich hier vor allem für Kündigungsschutz, Anstellung auf Lebenszeit und Pensionsberechtigung für Organisten ein.
Dienel galt als ausgewiesener Kenner der Musik Johann Sebastian Bachs und hervorragender Improvisator an der Orgel. Mehrere Studienreisen, unter anderem nach London (1871 und 1885), Italien (1874) und Paris (1878) prägten seinen Kompositionsstil. 1898 wurde er für sein Gesamtwerk zum Ehrenmitglied der amerikanischen Organistengilde ernannt.
Darüber hinaus setzte sich Dienel intensiv mit dem Orgelbau und der Weiterentwicklung der Orgeltechnik auseinander. So wurde unter anderem unter seiner Leitung auch die Wagner-Orgel an der Marienkirche mehrfach verändert und durch das Orgelbauunternehmen Schlag & Söhne umgebaut. Außerdem gab Dienel auf diesem Gebiet mehrere Orgelgutachten und Fachartikel heraus.

## Familie
Otto Dienel war verheiratet mit Johanna Dienel, geborene Preiss (1848–1929). Zusammen hatten sie drei Söhne und zwei Töchter. Otto und Johanna Dienel fanden ihre letzte Ruhestätte auf dem Friedhof Steglitz. Zu den Nachfahren des Ehepaars Dienel gehören der Soziologe und Erfinder der Planungszelle Peter Dienel (Enkel) sowie der Technikhistoriker Hans-Liudger Dienel (Urenkel).

## Werke (Auswahl)
Otto Dienel schrieb im Laufe seines Lebens rund 600 Werke, die aber nur zu etwa einem Viertel gedruckt überliefert sind. Zahlreiche Manuskripte sind im Zweiten Weltkrieg verbrannt, ein anderer Teil befindet sich noch im Familienbesitz. Die größte Zahl seiner Werke machen die Orgelkompositionen aus, gefolgt von didaktischen Werken. Praktisch unbekannt sind Dienels Kompositionen für Gesang, Männer- und gemischten Chor sowie die kammermusikalischen Werke. Einige Kompositionen im Einzelnen:
- Concertfuge op. 1 e-Moll
- Fuge op. 2
- 1. Orgelsonate d-Moll op. 3
- Concertsatz op. 10
- 2. Orgelsonate op. 11
- Trauermarsch op. 12 Jesus, meine Zuversicht, 1885
- Adagio und Andante op. 13
- 5 Vortragsstücke für Kirche und Haus op. 16 (Geistliches Abendlied; Gebet; Processions-Marsch; Verlangen nach der ewigen Liebe; Elegische Fuge für Harmonium oder Orgel)
- Große Sonate (3. Orgelsonate) op. 18 d-Moll, 1881
- Echo Andante op. 19
- 2 Andante expressivi op. 20
- 2. Konzert-Satz op. 22
- Adagio op. 23
- Scherzando a-Moll op. 27
- Adagio A-Dur op 29
- Concertfuge op. 30
- Vierte große Konzertsonate, sog. Weihnachtssonate op. 32
- Allegro Cantabile op. 35
- Andante mit Variationen op. 36
- Scherzando op. 37
- 43 Choralvorspiele für Orgel zum Gebrauch im Gottesdienste op. 52
- Mendelssohn: Hochzeitsmarsch, Bearbeitung für Orgel
- Drei Konzertfantasien für Orgel
- Festliches Präludium für Orgel